# 공주 마곡사 국사당
공주 마곡사 국사당(公州 麻谷寺 國師堂)은 대한민국 충청남도 공주시 사곡면, 마곡사에 있는 조선시대의 건축물이다. 1984년 5월 17일 충청남도의 문화재자료 제63호로 지정되었다.

## 개요
마곡사는 백제 무왕 41년(640)에 자장율사가 세웠다고 전한다. 절 경내에는 국사당을 비롯하여 대웅전, 영산전, 대광보전, 홍성루 등 많은 건물이 남아 있다.
국사당은 절을 세운 이나, 훌륭한 스님들의 영정을 모신 곳으로, 승려들에게 국사(國師)라는 최고의 승려가 되기까지 많은 수행과 노력이 필요하다는 것을 일깨워주기 위해 세운 것이다. 조사전·조사당·국사전이라고도 한다.

## 같이 보기
- 마곡사

## 참고 자료
- 마곡사국사당 - 국가유산청 국가유산포털